# 6685 Boitsov
6685 Boitsov eller 1978 QG2 är en asteroid i huvudbältet som upptäcktes den 31 augusti 1978 av den rysk-sovjetiske astronomen Nikolaj Tjernych vid Krims astrofysiska observatorium på Krim. Den har fått sitt namn efter Vasilij Bojtsov.
Asteroiden har en diameter på ungefär tre kilometer och tillhör asteroidgruppen Flora.